# گوزه‌لی (امیرداغ)
گوزه‌لی (به ترکی استانبولی: Gözeli) یک منطقهٔ مسکونی در ترکیه است که در امیرداغ واقع شده‌است.